# Chajim Nachman Bialik

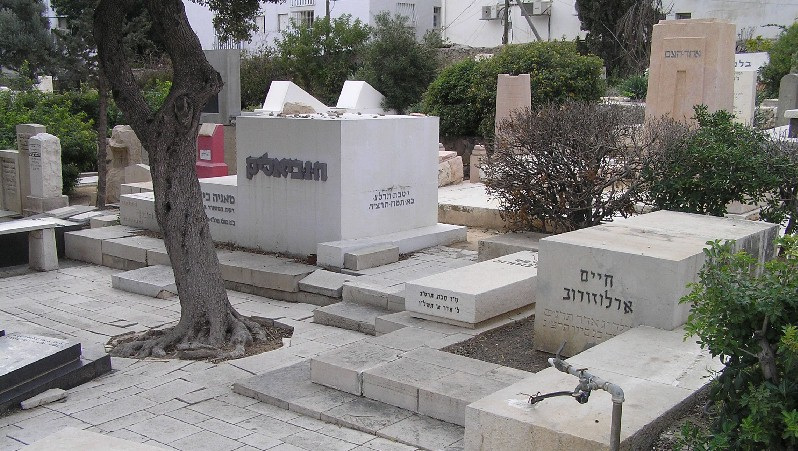
Grób Bialika na cmentarzu w Tel Awiwie

Chajim/Chaim Nachman Bialik (hebr. ‏חיים נחמן ביאליק‎; ur. 28 grudnia 1872?/9 stycznia 1873 w chutorze Rady pod Żytomierzem na Wołyniu, zm. 4 lipca 1934 w Wiedniu) – żydowski poeta tworzący w języku hebrajskim oraz jidysz, nazywany „odnowicielem poezji hebrajskiej”; narodowy wieszcz Izraela; prozaik, tłumacz, eseista, wydawca.

## Życiorys
Chajim Nachman Bialik był synem biznesmena Icchaka Josefa Bialika i Diny, z domu Priwe. Pierwszych 6 lat życia spędził w Radach, później rodzina Bialików przeniosła się do Żytomierza, gdzie ojciec założył szynk. Po śmierci ojca (1880) Chajim Nachman wychowywał się w Żytomierzu u bardzo religijnego dziadka, Jaakowa Mosze Bialika. Otrzymał tradycyjne żydowskie wykształcenie, a także zaczął poznawać literaturę europejską. W wieku 17 lat rozpoczął naukę w wołożyńskiej jesziwie (dzisiejsza Białoruś). Liczył na zdobycie w niej nie tylko wykształcenia talmudycznego, ale i ogólnego. W wyniku rozczarowania programem nauczania, a także w związku z panującym w jesziwie konfliktem między tradycjonalistami a zwolennikami Haskali, Bialik opuścił szkołę i udał się do Odessy, ówczesnego centrum nowoczesnej kultury żydowskiej. Tam uczył się języka rosyjskiego i niemieckiego, a utrzymywał się z nauczania hebrajskiego. Wstąpił też do Chowewej Cijon. W 1893 poślubił Manię Awerbuch. Przez pewien czas pracował u swojego teścia w Korosteszowie niedaleko Kijowa. W 1897 przeniósł się do Sosnowca, będącego wówczas pod zaborem rosyjskim. Znudzony prowincjonalnym życiem, w 1900 wrócił do Odessy.
Przez kolejne dwie dekady Bialik kontynuował działalność literacką i polityczną (w kręgach syjonistycznych). Czas ten nazywany jest jego „złotym okresem”. Powstały wówczas takie utwory, jak W mieście mordu (Be-ir ha-harega) o pogromie w Kiszyniowie czy hebrajski przekład Dybuka Szymona An-skiego. Publikował w czasopismach, redagował dzieła Ibn Gabirola, pisał nowoczesne komentarze do Miszny.
W 1921 r., w związku z niesprzyjającą sytuacją polityczną w ZSRR, Bialik przeniósł się do Berlina. Tam zajmował się pracą w założonym wraz z kilkoma innymi literatami wydawnictwie Dwir. W 1922 r., za namową lekarza, przeniósł się na około dwa lata do miasta Bad Homburg. W 1924 r. Bialik emigrował do Palestyny i zamieszkał w Tel Awiwie. Natychmiast został tam uznany za osobowość literacką o wielkim wpływie na nowoczesną kulturę żydowską. Jednakże prawie nie pisał już wówczas poezji. Przywiązany do aszkenazyjskiej wymowy hebrajskiego z akcentem paroksytonicznym (na przedostatnią sylabę), nie potrafił pisać dla odbiorców erec-izraelskich, wymawiających po sefardyjsku z akcentem oksytonicznym (na ostatnią sylabę wyrazu).
Zmarł w Wiedniu w wyniku ataku serca. Został pochowany na telawiwskim Cmentarzu Trumpeldor.

## Wpływ na współczesny język hebrajski
Bialik wprowadził do hebrajszczyzny poetyckiej zwroty potoczne oraz stworzone przez siebie. Pisał wiersze dla dzieci, nawiązywał do poezji ludowej. W swoich utworach odwoływał się zarówno do tradycji judaizmu rabinicznego, jak i do idei syjonizmu. Wprowadził do poezji hebrajskiej miarę sylabotoniczną.
Przede wszystkim jednak Bialik, wraz z innymi żydowskimi literatami i publicystami jego pokolenia, przyczynił się do rewernakularyzacji języka hebrajskiego (przywrócenia hebrajszczyźnie funkcji języka potocznego, języka używanego nie tylko w liturgii i poezji, ale we wszystkich sferach życia).